# Neunzehnstufige Stimmung

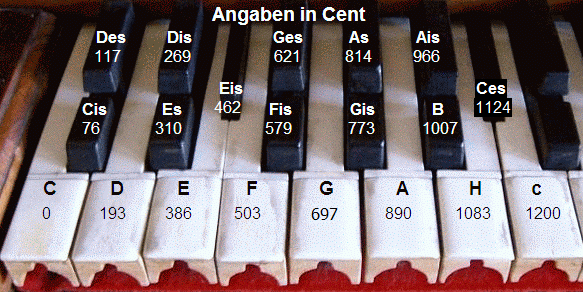
Je nach Verwendung – zum Beispiel als Cis oder als Des – unterscheiden sich die schwarzen Tasten beim Cembalo universale sowie H und Ces bzw. Eis und F um 41 Cent.

Da bei den mitteltönig gestimmten Instrumenten mit 12 Tasten pro Oktave nur eine begrenzte Anzahl von Tonarten spielbar sind, wurden in Westeuropa zwischen zirka 1450 und 1700 weitere Tasten hinzugefügt. Zu den 12 Tasten für C, Cis, D, Es, E, F, Fis, G, Gis, A, B, H kamen die Tasten Des, Dis, Ges, As und Ais, sowie Eis und Ces hinzu. Die Töne Cis und Des, Dis und Es, Eis und F usw. unterscheiden sich nämlich um eine kleine Diesis, also um 41 Cent, was fast einem  halben Halbton entspricht. Deshalb konnten diese Töne nicht enharmonisch verwechselt werden. Bei dieser Neunzehnstufigen Stimmung sind alle Tonarten im Quintenzirkel von Ges-Dur (es-moll) bis Fis-Dur (dis-moll) spielbar.
Als Alternative zur gleichstufigen Stimmung, bei der die Oktave in 12 gleiche Intervalle geteilt wird, untersuchte man im 19. Jahrhundert auch eine Neunzehnstufige Stimmung, bei der die Oktave in 19 gleiche Intervalle geteilt wird. Hier unterscheiden sich die benachbarte Töne um 63 Cent.

## Erste Ansätze im 16. Jahrhundert

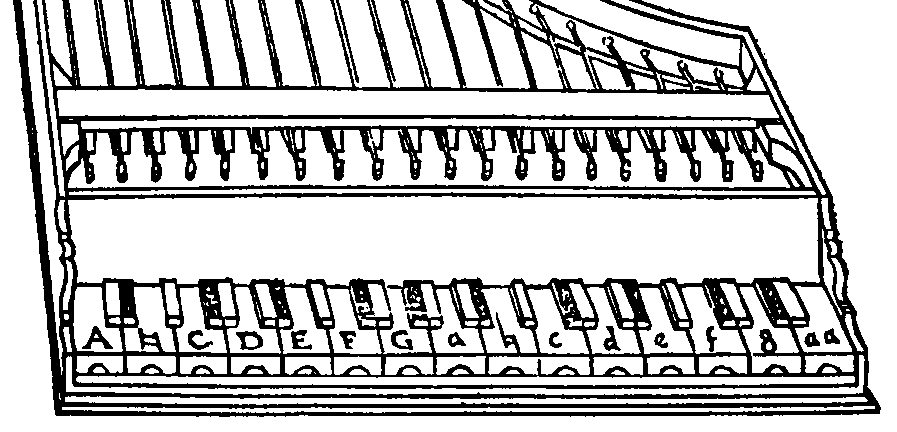
Tastatur eines 19-stufigen Cembalos aus Le istituzioni harmoniche (Ausgabe 1573) von Gioseffo Zarlino

Im 16. Jahrhundert versuchten mehrere Theoretiker (mit Bezug auf die antike Musiktheorie Griechenlands, deren Tonarten sie wiederzugeben versuchten), den Kompromiss zwischen reinen Intervallen und den Verschiebungen durch zusätzliche Töne innerhalb der Oktave auszugleichen und enharmonische „Varianten“ zu den vorhandenen zwölf Tönen mit zusätzlichen Tasten (bei einer Tastatur) zu realisieren. Der Versuch, immer genauere Differenzierungen für enharmonische Tonleitern zu finden, führte zu Vorschlägen für 19-, aber auch für 24- und 36-stufige Tonleitern und Tastaturen, für die auch Instrumente gebaut wurden. 19-stufige Cembali waren im 16. Jahrhundert offenbar recht häufig. Dies ergab die Möglichkeit, mehr Intervalle relativ rein erklingen zu lassen und somit mehr Tonarten harmonisch klingend spielen zu können. Bei all dem gelang allerdings die mathematische Darstellung problemloser als die Stimmpraxis und der Bau entsprechender Instrumente.

Bereits 1558 erwähnte der italienische Komponist und Theoretiker Gioseffo Zarlino in seinem Werk Le istituzioni harmoniche eine Stimmung, die sich auf neunzehn Tonschritte innerhalb der Oktave bezog, ohne genau darauf einzugehen. Es handelt sich hierbei offenbar um die 1577 von dem Theoretiker Francisco de Salinas vorgeschlagene 1⁄3-Komma-mitteltönige Stimmung, die die damals üblichen zwölf Töne der Tonleiter – C, Cis, D, Es, E, F, Fis, G, Gis, A, B und H – um sieben weitere enharmonische Varianten – His, Des, Dis, Eis, Ges, As und Ais – ergänzt. Nach zeitgenössischem Zeugnis vermochte der blinde Salinas in dieser Temperatur sehr gewandt auf einem nach seinen Plänen konstruierten 19-stufigen Instrument zu spielen. Klaus Lang schreibt hierzu:

„In dieser Stimmung sind die Quinten und großen Terzen um 1/3-(syntonisches) Komma verkleinert, während die großen Sexten rein bleiben. Zarlino meint selbst, dass diese Methode nicht so gut klinge wie die beiden anderen Methoden. Eine interessante Eigenschaft dieser Temperierungsmethode ist aber, dass sich, wenn man eines, der im 16. Jahrhundert relativ weit verbreiteten Instrumente mit 19 Stufen pro Oktave mit ihrer Hilfe einstimmt, der Quintenzirkel schließen lässt, also die Wolfsquinte beseitigt wird.“

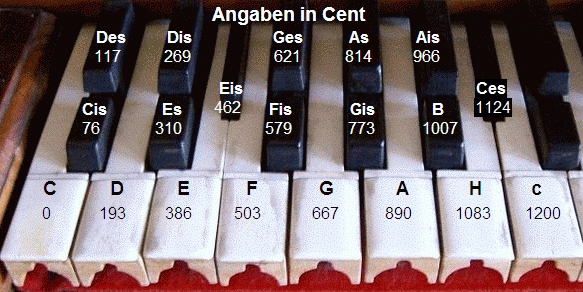
Rekonstruktion des Cembalo universale nach Praetorius

Nach der Beschreibung in dem Syntagma musicum von Michael Praetorius verfügte das 19-tönige Cimbalo cromatico über fünf geteilte Obertasten für die enharmonischen Subsemitonien und über die zusätzlichen Töne Eis und His. Bei einer Temperierung in der gewöhnlichen 1⁄4-Komma-mitteltönigen Stimmung ermöglicht das Instrument das Spiel mit 15 statt nur 8 reinen Terzen (auf Ges, Des, As, Es, B, F, C, G, D, A, E, H, Fis, Cis, Gis). Je nach Verwendung – zum Beispiel als Cis oder als Des – unterscheiden sich die Obertasten sowie His und C bzw. Eis und F um 41 Cent. Siehe dazu: Die 19-stufige mitteltönige Tastatur.
Die Chanson Seigneur Dieu ta pitié des französischen Komponisten Guillaume Costeley ist für eine 19-stufiges Tonsystem komponiert; denn Costeley berichtete 1570 davon, dass er diese chromatisch-enharmonische chanson spirituell „vor gut zwölf Jahren“ («il y a bien douze ans»), also etwa 1557, als Übung im Gebrauch einer 19-stufigen Tonleiter komponiert habe. Er erläuterte nebenbei auch recht detailliert, wie man 19-stufige Tasteninstrumente zu bauen habe, und dachte dabei an eine gleichstufige Teilung der Oktav.
Original-Werke für Cimbalo cromatico schrieben Giovanni Maria Trabaci, Ascanio Mayone, Gioanpietro del Buono, Adriano Banchieri, und der Engländer John Bull.

## Gleichstufige Unterteilung der Oktave seit dem 19. Jahrhundert
Im 19. Jahrhundert begann die Forschung über Alternativen zur 12-tönigen gleichstufigen Stimmung. Um reinere Intervalle zu erzeugen, wurde neben 31-, 43-, 50- und 53-stufigen Einteilungen der Oktave aus pragmatischen Gründen die 19-stufige besonders untersucht. Der Theoretiker Wesley Woolhouse propagierte in seinem Essay on Musical Intervals, Harmonics, and the Temperament of the Musical Scale (1835) neben anderen ein gleichstufig gestimmtes Tonsystem, welches die Oktave (entgegen der herkömmlichen Strömung) in 19 (statt in 12) gleiche Intervalle teilt. Das Bemerkenswerte daran ist, dass für große und kleine Terzen und Sexten Frequenzverhältnisse entstehen, die um einiges näher am reinen Intervall sind als die in der üblichen gleichstufigen Stimmung. Alle anderen Intervalle sind allerdings weiter von ihren reinen Äquivalenten entfernt.
Für die gleichmäßige neunzehnstufige Stimmung existieren eine ganze Reihe von Kompositionen sowohl mit klassischem Anspruch als auch im Rock- und Pop-Sektor. Die Entwicklung im Bereich elektronischer Musikinstrumente bzw. computergestützter Systeme zur Soundsynthese geben Kompositionen in diesem und anderen alternativen Stimmungen erheblichen Vorschub.

### Das Tonmaterial
Die mathematische Vorschrift zur Bestimmung der Frequenz eines Tons der 19-stufigen gleichschwebenden Stimmung lautet
{\displaystyle f(i)=f(0)\cdot 2^{i/19}\,,}
wobei f(0) die Frequenz eines beliebigen Bezugstons, f(i) die Frequenz des Tons, der um i 19tel-Oktav-Schritte höher liegt, ist.
Der kleinste darstellbare Tonunterschied des Systems hat also  das Frequenzverhältnis
{\displaystyle {\frac {f_{1}}{f_{0}}}={\frac {f_{2}}{f_{1}}}=\ldots ={\sqrt[{19}]{2}}\approx 1{,}037155\approx 63{,}16\,\mathrm {Cent} \,.}
Alle temperierten neunzehntönigen Stimmungen verfügen über dieselbe spezifische Enharmonik, die sich deutlich von der bei 12-tönigen Temperierungen gewohnten unterscheidet. So klingen z. B. die Töne Fis und Ges tatsächlich verschieden hoch, und bei einem 19-stufigen Quintenzirkel könnte man die Nahtstelle beispielsweise zwischen Ais und Fes legen. Hieraus resultieren von der klassischen 12-Stufigkeit differierende Modulationswege.
Wie in der zwölfstufigen gleichschwebenden Stimmung lassen sich auch für die neunzehnstufige gleichschwebende Stimmung Intervallgrößen als Vielfache des kleinsten darstellbaren Intervalls beschreiben. Man erhält folgende Werte für Schritt-Intervalle:
| Intervallname         | Beispiel | rein              | 19-stufige Stimmung   | 12-stufige Stimmung   |
| --------------------- | -------- | ----------------- | --------------------- | --------------------- |
| Diatonischer Ganzton  | C–D D–E  | 204 Cent 182 Cent | 3 Schritte (189 Cent) | 2 Schritte (200 Cent) |
| Diatonischer Halbton  | E–F      | 112 Cent          | 2 Schritte (126 Cent) | 1 Schritt (100 Cent)  |
| Chromatischer Halbton | F–Fis    | 92 Cent           | 1 Schritt (63 Cent)   | 1 Schritt (100 Cent)  |

### Eigenschaften ausgewählter Intervalle
Die in der klassischen Musik als Konsonanzen aufgefassten Intervalle der reinen Stimmung werden von der 19-stufigen Stimmung teilweise besser (Terzen und Sexten), teilweise weniger gut (Quarte und Quinte) wiedergegeben. Hierzu eine tabellarische Gegenüberstellung (die Differenzen werden in Cent angegeben, die jeweils bessere Annäherung ist hervorgehoben):
| Intervall       | Prime | kl. Terz | gr. Terz | Quarte | Quinte | kl. Sexte | gr. Sexte | Oktave |
| Diff. 19-stufig | 0     | 0,15     | −7,37    | 7,22   | −7,22  | 7,37      | −0,15     | 0      |
| Diff. 12-stufig | 0     | −15,64   | 13,69    | 1,96   | −1,96  | −13,69    | 15,64     | 0      |

Die folgende Tabelle zeigt die Werte aller Intervalle, in gleichstufiger und reiner Stimmung sowie deren Abweichung voneinander in Cent:
| Intervall | Gleichstufig temperiertes Intervall                                                       | Reines Intervall                                                                        | Differenz in Cent 2) | Differenz in Cent der zwölfstufigen gleichstufigen Stimmung zum reinen Intervall 2) |
| --- | ----------------------------------------------------------------------------------------- | --------------------------------------------------------------------------------------- | -------------------- | ----------------------------------------------------------------------------------- |
| Prime | {\displaystyle {\sqrt[{19}]{2^{0}}}=1=0\,\mathrm {Cent} }                                 | {\displaystyle {\tfrac {1}{1}}=1=0\,\mathrm {Cent} }                                    | 0 Cent               | 0 Cent                                                                              |
| Übermäßige Prime und verminderte Sekunde | {\displaystyle {\sqrt[{19}]{2^{1}}}\approx 1{,}037155\approx 63{,}16\,\mathrm {Cent} }    |                                                                                         |                      |                                                                                     |
| Kleine Sekunde | {\displaystyle {\sqrt[{19}]{2^{2}}}\approx 1{,}075691\approx 126{,}32\,\mathrm {Cent} }   | {\displaystyle {\tfrac {16}{15}}=1{,}0{\overline {6}}\approx 111{,}73\,\mathrm {Cent} } | 14,58 Cent           | −11,73 Cent                                                                         |
| Große Sekunde | {\displaystyle {\sqrt[{19}]{2^{3}}}\approx 1{,}115658\approx 189{,}47\,\mathrm {Cent} }   | {\displaystyle {\tfrac {9}{8}}=1{,}125\approx 203{,}91\,\mathrm {Cent} }                | −14,44 Cent          | −3,91 Cent                                                                          |
| Übermäßige Sekunde und verminderte Terz | {\displaystyle {\sqrt[{19}]{2^{4}}}\approx 1{,}157110\approx 252{,}63\,\mathrm {Cent} }   |                                                                                         |                      |                                                                                     |
| Kleine Terz | {\displaystyle {\sqrt[{19}]{2^{5}}}\approx 1{,}200103\approx 315{,}79\,\mathrm {Cent} }   | {\displaystyle {\tfrac {6}{5}}=1{,}2\approx 315{,}64\,\mathrm {Cent} }                  | 0,15 Cent            | −15,64 Cent                                                                         |
| Große Terz | {\displaystyle {\sqrt[{19}]{2^{6}}}\approx 1{,}244693\approx 378{,}95\,\mathrm {Cent} }   | {\displaystyle {\tfrac {5}{4}}=1{,}25\approx 386{,}31\,\mathrm {Cent} }                 | −7,37 Cent           | 13,69 Cent                                                                          |
| Übermäßige Terz und verminderte Quarte | {\displaystyle {\sqrt[{19}]{2^{7}}}\approx 1{,}290939\approx 442{,}11\,\mathrm {Cent} }   |                                                                                         |                      |                                                                                     |
| Quarte | {\displaystyle {\sqrt[{19}]{2^{8}}}\approx 1{,}338904\approx 505{,}26\,\mathrm {Cent} }   | {\displaystyle {\tfrac {4}{3}}=1{,}{\overline {3}}\approx 498{,}04\,\mathrm {Cent} }    | 7,22 Cent            | 1,96 Cent                                                                           |
| Übermäßige Quarte 1) | {\displaystyle {\sqrt[{19}]{2^{9}}}\approx 1{,}388651\approx 568{,}42\,\mathrm {Cent} }   | {\displaystyle {\tfrac {45}{32}}=1{,}40625\approx 590{,}22\,\mathrm {Cent} }            | −21,8 Cent           | 9,78 Cent                                                                           |
| Verminderte Quinte | {\displaystyle {\sqrt[{19}]{2^{10}}}\approx 1{,}440247\approx 631{,}58\,\mathrm {Cent} }  | {\displaystyle {\tfrac {64}{45}}=1{,}4{\overline {2}}\approx 609{,}78\,\mathrm {Cent} } | 21,8 Cent            | −9,78 Cent                                                                          |
| Quinte | {\displaystyle {\sqrt[{19}]{2^{11}}}\approx 1{,}493759\approx 694{,}74\,\mathrm {Cent} }  | {\displaystyle {\tfrac {3}{2}}=1{,}5\approx 701{,}96\,\mathrm {Cent} }                  | −7,22 Cent           | −1,96 Cent                                                                          |
| Übermäßige Quinte und verminderte Sexte | {\displaystyle {\sqrt[{19}]{2^{12}}}\approx 1{,}549260\approx 757,89\,\mathrm {Cent} }    |                                                                                         |                      |                                                                                     |
| Kleine Sexte | {\displaystyle {\sqrt[{19}]{2^{13}}}\approx 1{,}606822\approx 821{,}05\,\mathrm {Cent} }  | {\displaystyle {\tfrac {8}{5}}=1{,}6\approx 813{,}69\,\mathrm {Cent} }                  | 7,37 Cent            | −13,69 Cent                                                                         |
| Große Sexte | {\displaystyle {\sqrt[{19}]{2^{14}}}\approx 1{,}666524\approx 884{,}21\,\mathrm {Cent} }  | {\displaystyle {\tfrac {5}{3}}=1{,}{\overline {6}}\approx 884{,}36\,\mathrm {Cent} }    | −0,15 Cent           | 15,64 Cent                                                                          |
| Übermäßige Sexte und verminderte Septime | {\displaystyle {\sqrt[{19}]{2^{15}}}\approx 1{,}728444\approx 947{,}37\,\mathrm {Cent} }  |                                                                                         |                      |                                                                                     |
| Kleine Septime | {\displaystyle {\sqrt[{19}]{2^{16}}}\approx 1{,}792664\approx 1010{,}53\,\mathrm {Cent} } | {\displaystyle {\tfrac {16}{9}}=1{,}{\overline {7}}\approx 996{,}09\,\mathrm {Cent} }   | 14,44 Cent           | 3,91 Cent                                                                           |
| Große Septime | {\displaystyle {\sqrt[{19}]{2^{17}}}\approx 1{,}859270\approx 1073{,}68\,\mathrm {Cent} } | {\displaystyle {\tfrac {15}{8}}=1{,}875\approx 1088{,}27\,\mathrm {Cent} }              | −14,58 Cent          | 11,73 Cent                                                                          |
| Übermäßige Septime und verminderte Oktave | {\displaystyle {\sqrt[{19}]{2^{18}}}\approx 1{,}928352\approx 1136{,}84\,\mathrm {Cent} } |                                                                                         |                      |                                                                                     |
| Oktave | {\displaystyle {\sqrt[{19}]{2^{19}}}=2=1200\,\mathrm {Cent} }                             | {\displaystyle {\tfrac {2}{1}}=2=1200\,\mathrm {Cent} }                                 | 0 Cent               | 0 Cent                                                                              |
| Anmerkungen: 1) Übermäßige Quarte, mitunter auch als Tritonus bezeichnet, definiert als: Große Terz (5/4) plus Große Sekunde (9/8). Das ist gleichbedeutend mit: Quinte (3/2) minus diatonischer Halbton (16/15). 2) Ist die Differenz negativ, so ist das gleichtemperierte Intervall enger als das reine. |                                                                                           |                                                                                         |                      |                                                                                     |

### Zum 16. Jahrhundert
- Encyklopedia of Microtonal Music Theory, daraus:
  - 19-tone equal-temperament and 1/3-comma meantone
  - 2/7-comma meantone
- Guillaume Costeley: Seigneur dieu ta pitié:
  - Noten (ohne Text) und Tonaufnahme (mit elektronisch simulierter Orgel)
  - Essay (englisch, siehe das Postscript)

### Zum 20. und 21. Jahrhundert
(alle Weblinks auf Englisch)
- Saku Bucht, rkki Huovinen: Perceived consonance of harmonic intervals in 19-tone equal temperament. (PDF)
- Ivor Darreg: A Case for Nineteen.
- Hubert S. Howe, Jr.: 19-Tone Theory and Applications
- William A. Sethares: Tunings for 19 Tone Equal Tempered Guitar.

### Tonbeispiele
- Jacob Barton: Foum (MP3)
- Jeff Harrington: Prelude 1 for 19ET Piano (MP3; 5,5 MB)
- Jeff Harrington: Prelude 2 for 19ET Piano (MP3; 4,1 MB)
- Jeff Harrington: Prelude 3 for 19ET Piano (MP3; 6,2 MB)
- Aaron Kristler: akjmusic.com (Memento vom 5. Februar 2012 im Internet Archive) Juggler (ogg; 3,4 MB)